# Muzeum Regionalne w Skawinie
Muzeum Regionalne w Skawinie – muzeum położone w Skawinie. Placówka powstała w wyniku współpracy miasta Skawina oraz Towarzystwem Przyjaciół Skawiny. Mieści się w pomieszczeniach Pałacyku Ludwikowskich.
W ramach muzealnych wystaw prezentowane są eksponaty związane z historią Skawiny i okolic począwszy od lokacji miasta aż po czasy współczesne. Ekspozycja przedstawia również dzieje skawińskiego przemysłu oraz zrzeszeń i towarzystw. Ponadto placówka posiada wystawę etnograficzną (m.in. strojów ludowych, przedmiotów codziennego użytku, narzędzi rolniczych) oraz kolekcję obrazów Ludwika Lipowczana.
Muzeum jest obiektem całorocznym, czynnym codziennie z wyjątkiem niedziel.